# Kaszta

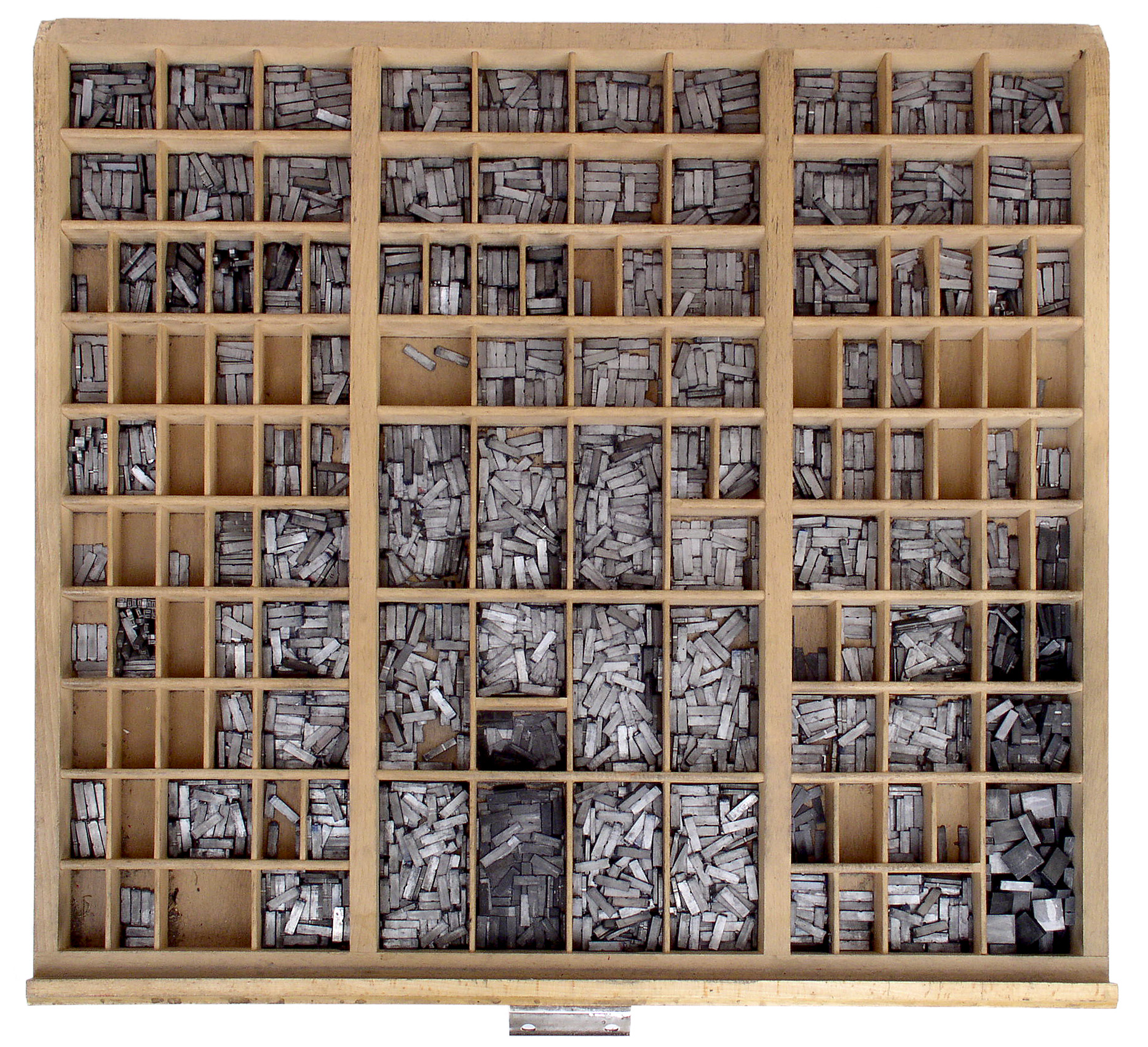
Kaszta niemieckiego typu

Kaszta – szuflada drukarska (najczęściej drewniana, choć zdarzały się metalowe) wysuwana z regału, podzielona na przegródki (króbki), w których mieszczą się czcionki i justunek. W kaszcie znajdował się komplet znaków danego kroju pisma, zaś w regale komplet odmian i wielkości.
Nazwy kaszt według układu (rozkładu) króbek:
- kaszta warszawska (168 króbek)
- kaszta poznańska  (134 króbki)
- kaszta krakowska
- kaszta znormalizowana polska (128 króbek)
- kaszta frakturowa
- kaszta grecka
- kaszta rosyjska do składu tytułowego
- kaszta rosyjska znormalizowana
- kaszta pomocnicza do linii.